# Decomino
În geometrie un decomino este un poliomino compus din zece pătrate conectate ortogonal (adică latură la latură, nu doar la colțuri). Numele acestui tip de figură este format cu prefixul dec[a]-.
Atunci când rotațiile și reflexiile nu sunt considerate a fi forme distincte, există 4655 de decominouri diferite libere. Dintre acestea, 195 au găuri. Când reflexiile sunt considerate distincte, există 9189 de decominouri unilaterale. Când rotațiile sunt și ele considerate distincte, există 36446 de decominouri fixe.

## Simetrie

Singurul decomino cu două axe de simetrie de reflexie, ambele aliniate cu diagonalele grilei

Cele 4655 de decominouri libere pot fi clasificate în funcție de grupurile lor de simetrie:
- 4461 decominouri nu au simetrie. Grupul lor de simetrie constă numai din transformarea identică.
- 90 de decominouri au o axă de simetrie în oglindă paralelă cu liniile grilei. Grupul lor de simetrie are două elemente, identitatea și o reflexie față de o dreaptă paralelă cu laturile pătratelor.
- 22 de decominouri au o axă de simetrie în oglindă la 45° față de liniile grilei. Grupul lor de simetrie are două elemente, identitatea și o reflexie pe diagonală.
- 73 de decominouri au simetrie față de centru, cunoscută și sub numele de simetrie de rotație de ordinul 2. Grupul lor de simetrie are două elemente, identitatea și rotația de 180°.
- 8 decominouri au două axe de simetrie în oglindă, ambele paralele cu liniile grilei (deci o axă orizontală și una verticală). Grupul lor de simetrie are patru elemente, identitatea, două reflexii și rotația la 180°. Este grupul diedral de ordinul 2, cunoscut și sub numele de grupul lui Klein.
- 1 decomino are două axe de simetrie în oglindă, ambele aliniate cu diagonalele. Grupul său de simetrie este tot grupul diedral de ordinul 2 cu patru elemente.

Spre deosebire de octominouri și nonominouri, nu există decominouri cu simetrie de rotație de ordinul 4.
Dacă reflexiile unui decomino sunt considerate distincte, așa cum sunt în cazul decominourilor unilaterale, atunci prima, a patra și a cincea categorie de mai sus s-ar dubla fiecare în dimensiune, rezultând 335 de decominouri în plus, în total 704. Dacă rotațiile sunt, de asemenea, considerate distincte, atunci octominourile din prima categorie se numără de opt ori, cele din următoarele trei categorii se numără de patru ori, iar cele din a cincea până la a șaptea categorie se numără de două ori, iar ultimul decomino se numără o singură dată. Rezultă  4461 × 8 + (90+22+73) × 4 + (8+1) × 2 = 36446 decominouri fixe. 

## Împachetări și pavări

Un set de dale care se autopavează format din decominouri

Un format din decominouri

Deoarece 195 dintre decominourile libere au câte o gaură, demonstrația că setul complet de decominouri nu poate fi împachetat într-un dreptunghi și că nu toate decominourile pot pava planul este trivială.
Cele 4460 de decominouri fără găuri au 44600 de pătrate. Astfel, cel mai mare pătrat care poate fi pavat cu decominouri distincte are lungimea laturii de cel mult 210 (210 la pătrat este 44100). Un astfel de pătrat care conține 4410 decominouri a fost construit de Livio Zucca.